# Édgar Castillo
Édgar Eduardo Castillo Carrillo (Las Cruces, 8 ottobre 1986) è un ex calciatore messicano naturalizzato statunitense, di ruolo difensore.

## Carriera

### Nazionale
Viene convocato per la Copa América Centenario negli Stati Uniti, in sostituzione dell'infortunato Timothy Chandler.

## Palmarès

### Club

#### Competizioni nazionali
- Campionato messicano: 2

Santos Laguna: Clausura 2008
Club Tijuana: Apertura 2012

### Nazionale
- Gold Cup: 1

2013